# Mandy Dee
Mandy Dee (San Petersburgo, 23 de enero de 1988) es una actriz pornográfica y modelo erótica rusa.

## Biografía
Mandy Dee, nombre artístico de Darya Makarova (Дарья Макарова), nació en la ciudad de Leningrado (anterior denominación de San Petersburgo) en enero de 1988, durante el período histórico de la Unión Soviética. Sus padres eran dueños de un salón de peluquería, donde comenzó a trabajar. Comenzó realizando posados como modelo erótica y en 2008, cuando tenía 20 años, debuta en la industria como actriz pornográfica.
Como actriz ha trabajado para productoras como Pure Play Media, Digital Playground, Mile High, Naughty America, Video Marc Dorcel, Cumloader, 21Sextury, Hustler, Pervision, Wicked, Brazzers, Evil Angel, Private o Reality Kings, entre otras.
En 2011 entraba en el circuito de premios importantes, destacando por sus tres nominaciones en los Premios AVN en la categoría de Artista femenina extranjera del año, así como un doblete a Mejor escena de sexo en producción extranjera por las cintas Buttman's Bend Over Babes 7 y Rocco: Puppet Master 8.
En 2012 estuvo nominada en la categoría de Mejor escena de sexo lésbico en grupo por Lil' Gaping Lesbians 4.
Se retiró en 2015, con algo más de 190 películas grabadas.
Algunos de sus trabajos son Best of Young Harlots, Deep Anal Probe, Evil Elegance, From Russia With Lust, Great Big Tits, Lust for Young Busts, Pure Ecstasy, Russian Angels 2, Slim and Busty o Young Harlots.

## Premios y nominaciones
| Año  | Ceremonia   | Resultado | Premio                                        | Trabajo                     |
| ---- | ----------- | --------- | --------------------------------------------- | --------------------------- |
| 2011 | Premios AVN | Nominada  | Artista femenina extranjera del año           | —                           |
| 2011 | Premios AVN | Nominada  | Mejor escena de sexo en producción extranjera | Buttman's Bend Over Babes 7 |
| 2011 | Premios AVN | Nominada  | Mejor escena de sexo en producción extranjera | Rocco: Puppet Master 8      |
| 2012 | Premios AVN | Nominada  | Mejor escena de sexo lésbico en grupo         | Lil' Gaping Lesbians 4      |